# 安道やすみち
安道 やすみち（あんどう やすみち）は、日本の小説家。アミューズメントメディア総合学院講師。大阪府箕面市在住。

## 経歴
鳥取県八頭郡智頭町出身。高校卒業後に京都の音楽専門学校へ入学するも中退後、アミューズメントメディア総合学院・ノベルス学科に入学し2003年卒業。
グループSNEによるテーブルトークRPGの執筆を経て、2014年に母校のアミューズメントメディア総合学院とTOブックスが共同で取り組む「産学共同プロジェクト」から生まれた小説『婚活刑事-花田米子の絶叫-』で小説家デビューを果たす。『婚活刑事』はその後シリーズ化され、2015年7月にはテレビドラマ化され讀賣テレビ放送「プラチナイト・木曜ドラマ」で放送された。
2015年2月からライトノベル『〜サイ&ソーサリィ〜』シリーズが発売される。

## 作品リスト
- シルバーレイン - 5巻（ログインテーブルトークRPGシリーズ）
- 婚活刑事 - 3巻（TO文庫）
- 〜サイ&ソーサリィ〜 - 2巻（講談社ラノベ文庫）
- 人狼ゲーム LOST EDEN - 上下巻（竹書房文庫）※川上亮との共著。